# Jaap Stam
Jakob (Jaap) Stam (Kampen, 17 juli 1972) is een Nederlands voormalig profvoetballer en huidig voetbaltrainer. Stam speelde doorgaans als centrale verdediger en stond te boek als fysiek sterk en een balveroveraar. Hij was in Nederland als voetballer actief voor PEC Zwolle, Cambuur, Willem II, PSV en Ajax en daarbuiten voor Manchester United, Lazio en AC Milan. Hij won onder meer de UEFA Champions League, de wereldbeker, vier landstitels en vier nationale bekers. In 1997 werd hij verkozen tot Nederlands Voetballer van het Jaar. Stam speelde tussen 1996 en 2004 67 wedstrijden in het Nederlands elftal en was actief op het EK 1996, WK 1998, EK 2000 en EK 2004.

## Carrière

### Clubcarrière
Jaap Stam speelde tot zijn twintigste bij de amateurs van DOS Kampen en werd toen gescout door FC Zwolle. Hij debuteerde daar op 15 augustus 1992 als profvoetballer tegen SC Heracles '74 (1-1). Na één seizoen FC Zwolle, twee seizoenen Cambuur Leeuwarden en een half jaar Willem II verkaste hij naar PSV. In Eindhoven werd hij landskampioen en won hij de KNVB beker en de Johan Cruijff Schaal, de Nederlandse supercup. In 1997 werd hij verkozen tot Voetballer van het jaar door spelersvakbond VVCS.

#### Naar het buitenland
In 1998 verhuisde hij voor 35 miljoen gulden naar Manchester United. Met Manchester United won hij driemaal de landstitel, de FA Cup en in het seizoen 1998-1999 zowel de Champions League als de wereldbeker voor clubteams. Onthullingen in zijn biografie Head To Head over zijn transfer naar Manchester United - trainer Alex Ferguson zou op onreglementaire wijze persoonlijk contact met Stam hebben gezocht - leidden tot een conflict met Ferguson en tijdens de voorpublicatie in de Daily Mirror werd hij op de transferlijst gezet.
Stam vertrok naar het Italiaanse Lazio. Daar werd hij in 2001 betrapt op het gebruik van nandrolon. Aanvankelijk werd hij vijf maanden geschorst, maar in hoger beroep werd dit teruggebracht tot één maand. Vanaf het seizoen 2004/2005 speelde hij voor AC Milan. Stam tekende voor aanvang van het seizoen 2006/2007 voor twee jaar bij Ajax en werd er aanvoerder.
Op 29 oktober 2007 stopte Stam per direct met professioneel voetbal. Hij speelde tot dat moment zes competitiewedstrijden in het seizoen 2007/2008. De wedstrijd tegen N.E.C. (0-0) bleek onverwachts zijn laatste. Op een speciaal belegde persconferentie zei hij de motivatie en drive te missen om door te gaan.

#### Afscheidswedstrijd
Stam kreeg op 26 juli 2008 een afscheidswedstrijd in het nieuwe stadion van zijn eerste betaaldvoetbalclub FC Zwolle. Ajax speelde tegen een team bestaande uit oud-ploeggenoten van Stam en Stam zelf. Spelers die meededen waren de Nederlanders Henk Timmer, Ronald Waterreus, Arthur Numan, Frank de Boer, Ronald de Boer, Michael Reiziger, Wim Jonk, Bert Konterman, Phillip Cocu, Arno Arts, Clarence Seedorf, Patrick Kluivert, Dennis Bergkamp, Aron Winter, Jordi Cruijff, Marc Overmars en Edgar Davids en de buitenlandse spelers Paolo Maldini, Gennaro Gattuso, Filippo Inzaghi en Alessandro Nesta. Dit team stond onder leiding van Guus Hiddink en Carlo Ancelotti. De wedstrijd eindigde, na een onderbreking voor noodweer en een 3-0-voorsprong, in een stand van 3-3.
| 26 juli 2008, 19:30                                       | Team Jaap Stam                                      | 3-3 (1-0) | Ajax                                                   | Opstelling Team Jaap Stam | Opstelling Ajax |  |
| Stadion: IJsseldeltastadion Toeschouwers: n.n.b. Dick Jol | 13' Phillip Cocu 51' Marc Overmars 53' Phillip Cocu |           | 57' Mitchell Donald 64' Leonardo 89' Donovan Slijngard | Waterreus (46' Timmer), Reiziger (46' Konterman), F. de Boer (46' Brocchi), Cocu (46' Stam), Johnsen (46' Arts), Winter (46' Favalli), Seedorf (46' Niet bekend), Jonk (46' Davids), Overmars (46' Eijkelkamp), Bergkamp (46' Kluivert), R. de Boer | Gentenaar (46' Padt), Ogararu, Stam (46' Colin), Van der Wiel (46' Wormgoor), Schilder (46' Slijngard), Gabri (46' Anita), Cvitanich (46' De Jong), Sarpong (46' Pérez), Bakırcıoğlu (46' Martina), Huntelaar (46' Leonardo), Suárez (46' Rommedahl) |  |
| Stadion: IJsseldeltastadion Toeschouwers: n.n.b. Dick Jol |                                                     |           |                                                        | Waterreus (46' Timmer), Reiziger (46' Konterman), F. de Boer (46' Brocchi), Cocu (46' Stam), Johnsen (46' Arts), Winter (46' Favalli), Seedorf (46' Niet bekend), Jonk (46' Davids), Overmars (46' Eijkelkamp), Bergkamp (46' Kluivert), R. de Boer | Gentenaar (46' Padt), Ogararu, Stam (46' Colin), Van der Wiel (46' Wormgoor), Schilder (46' Slijngard), Gabri (46' Anita), Cvitanich (46' De Jong), Sarpong (46' Pérez), Bakırcıoğlu (46' Martina), Huntelaar (46' Leonardo), Suárez (46' Rommedahl) |  |
| Stadion: IJsseldeltastadion Toeschouwers: n.n.b. Dick Jol |                                                     |           |                                                        | Waterreus (46' Timmer), Reiziger (46' Konterman), F. de Boer (46' Brocchi), Cocu (46' Stam), Johnsen (46' Arts), Winter (46' Favalli), Seedorf (46' Niet bekend), Jonk (46' Davids), Overmars (46' Eijkelkamp), Bergkamp (46' Kluivert), R. de Boer | Gentenaar (46' Padt), Ogararu, Stam (46' Colin), Van der Wiel (46' Wormgoor), Schilder (46' Slijngard), Gabri (46' Anita), Cvitanich (46' De Jong), Sarpong (46' Pérez), Bakırcıoğlu (46' Martina), Huntelaar (46' Leonardo), Suárez (46' Rommedahl) |  |
|                                                           |                                                     |           |                                                        | | |  |

#### Clubstatistieken
| Seizoen         | Club               |                    | Competitie      | Competitie | Competitie | Beker | Beker | Internationaal | Internationaal | Overig | Overig | Totaal | Totaal |
| Seizoen         | Club               | Wed.               | Competitie      | Dlp.       | Wed.       | Dlp.  | Wed.  | Dlp.           | Wed.           | Dlp.   | Wed.   | Dlp.   |        |
| --------------- | ------------------ | ------------------ | --------------- | ---------- | ---------- | ----- | ----- | -------------- | -------------- | ------ | ------ | ------ | ------ |
| 1992/93         | FC Zwolle          | Vlag van Nederland | Eerste divisie  | 32         | 1          | 3     | 0     | —              | —              | —      | —      | 35     | 1      |
| Club totaal     | Club totaal        | Club totaal        | Club totaal     | 32         | 1          | 3     | 01    | 0              | 0              | 0      | 0      | 35     | 1      |
| 1993/94         | Cambuur Leeuwarden | Vlag van Nederland | Eredivisie      | 33         | 4          | 1     | 0     | —              | —              | —      | —      | 34     | 4      |
| 1994/95         | Cambuur Leeuwarden | Vlag van Nederland | Eerste divisie  | 33         | 4          | 4     | 1     | —              | —              | —      | —      | 37     | 5      |
| Club totaal     | Club totaal        | Club totaal        | Club totaal     | 66         | 8          | 5     | 1     | 0              | 0              | 0      | 0      | 71     | 9      |
| 1995/96         | Willem II          | Vlag van Nederland | Eredivisie      | 19         | 1          | ?     | ?     | —              | —              | —      | —      | 19     | 1      |
| Club totaal     | Club totaal        | Club totaal        | Club totaal     | 19         | 1          | 0     | 02    | 0              | 0              | 0      | 0      | 19     | 1      |
| 1995/96         | PSV                | Vlag van Nederland | Eredivisie      | 14         | 1          | 1     | 0     | 1              | 0              | —      | —      | 16     | 1      |
| 1996/97         | PSV                | Vlag van Nederland | Eredivisie      | 33         | 6          | ?     | ?     | 4              | 0              | 1      | 0      | 38     | 6      |
| 1997/98         | PSV                | Vlag van Nederland | Eredivisie      | 29         | 4          | 1     | 0     | 6              | 0              | ?      | ?      | 36     | 4      |
| Club totaal     | Club totaal        | Club totaal        | Club totaal     | 76         | 11         | 2     | 0 3   | 11             | 0              | 1      | 0      | 90     | 11 4   |
| 1998/99         | Manchester United  | Vlag van Engeland  | Premier League  | 30         | 1          | 7     | 0     | 13             | 0              | 1      | 0      | 51     | 1      |
| 1999/00         | Manchester United  | Vlag van Engeland  | Premier League  | 33         | 0          | 0     | 0     | 17             | 0              | 1      | 0      | 51     | 0      |
| 2000/01         | Manchester United  | Vlag van Engeland  | Premier League  | 15         | 0          | 1     | 0     | 6              | 0              | 1      | 0      | 23     | 0      |
| 2001/02         | Manchester United  | Vlag van Engeland  | Premier League  | 1          | 0          | 0     | 0     | 0              | 0              | 1      | 0      | 2      | 0      |
| Club totaal     | Club totaal        | Club totaal        | Club totaal     | 79         | 1          | 8     | 0     | 36             | 0              | 4      | 0      | 127    | 1      |
| 2001/02         | SS Lazio           | Vlag van Italië    | Serie A         | 13         | 1          | 0     | 0     | 5              | 0              | —      | —      | 18     | 1      |
| 2002/03         | SS Lazio           | Vlag van Italië    | Serie A         | 28         | 0          | 2     | 0     | 4              | 0              | —      | —      | 34     | 0      |
| 2003/04         | SS Lazio           | Vlag van Italië    | Serie A         | 29         | 2          | 6     | 0     | 7              | 1              | —      | —      | 42     | 3      |
| Club totaal     | Club totaal        | Club totaal        | Club totaal     | 70         | 3          | 8     | 0     | 16             | 1              | 0      | 0      | 94     | 4      |
| 2004/05         | AC Milan           | Vlag van Italië    | Serie A         | 17         | 0          | 2     | 0     | 8              | 1              | 1      | 0      | 28     | 1      |
| 2005/06         | AC Milan           | Vlag van Italië    | Serie A         | 25         | 1          | 3     | 0     | 9              | 0              | —      | —      | 37     | 1      |
| Club totaal     | Club totaal        | Club totaal        | Club totaal     | 42         | 1          | 5     | 0     | 17             | 1              | 1      | 0      | 65     | 2      |
| 2006/07         | Ajax               | Vlag van Nederland | Eredivisie      | 25         | 1          | 4     | 1     | 9              | 0              | 3      | 0      | 41     | 2      |
| 2007/08         | Ajax               | Vlag van Nederland | Eredivisie      | 6          | 0          | 0     | 0     | 4              | 0              | 1      | 0      | 11     | 0      |
| Club totaal     | Club totaal        | Club totaal        | Club totaal     | 31         | 1          | 4     | 1     | 15             | 0              | 4      | 0      | 52     | 2      |
| Carrière totaal | Carrière totaal    | Carrière totaal    | Carrière totaal | 415        | 27         | 35    | 2     | 95             | 2              | 10     | 0      | 555    | 31     |

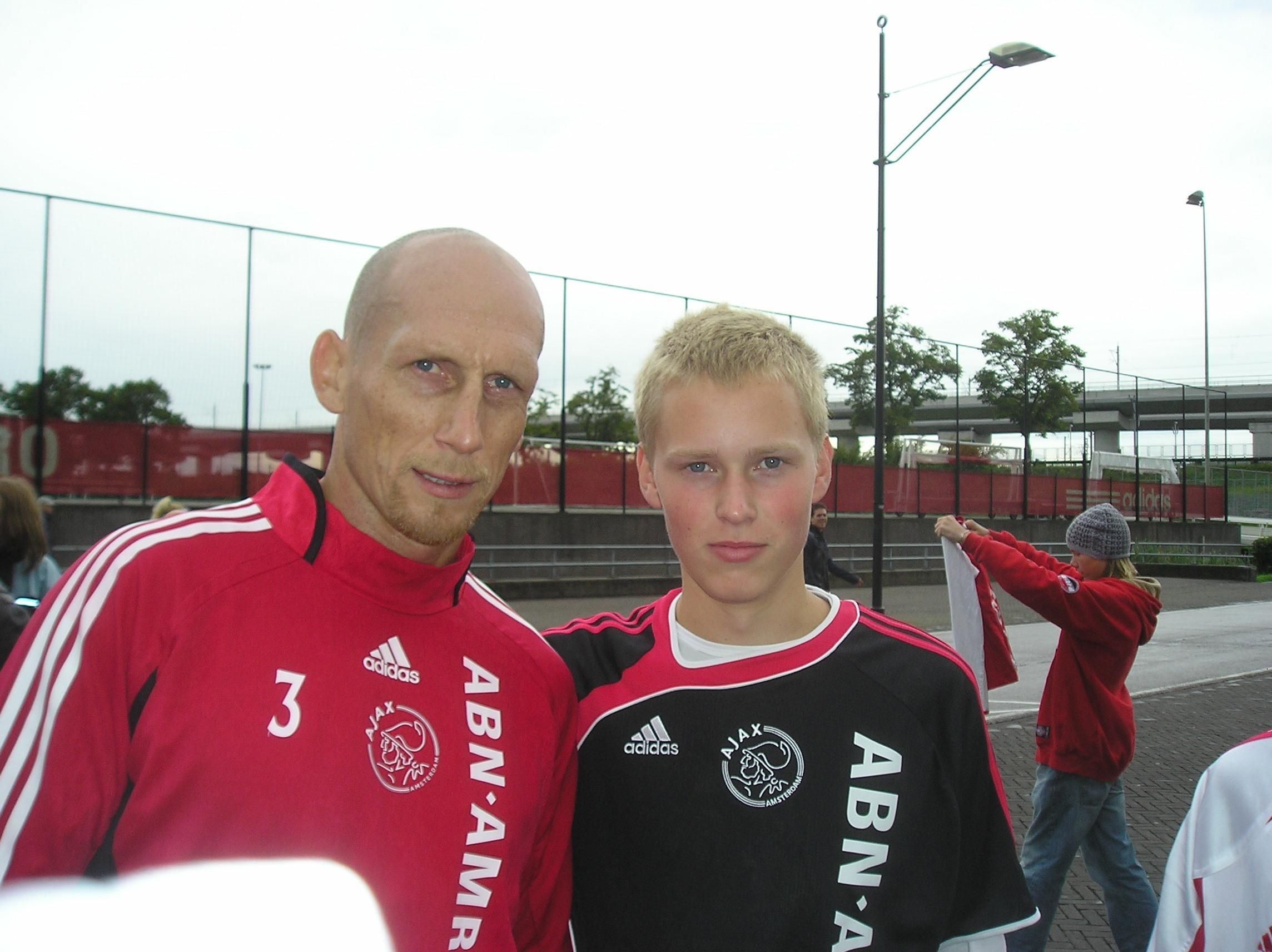
Jaap Stam met fan

1 Statistieken van de KNVB Beker zijn niet compleet.

2 Statistieken van de KNVB Beker zijn niet compleet.

3 Statistieken van de KNVB Beker zijn niet compleet.

4 Statistieken van de Johan Cruijff Schaal zijn niet compleet.

### Interlandcarrière
Stam debuteerde in het Nederlands elftal op 24 april 1996, thuis tegen Duitsland (0-1). Hij werd in eerste instantie niet geselecteerd voor het EK van 1996 in Engeland, maar omdat Frank de Boer op het laatste moment geblesseerd afhaakte, mocht hij mee. Hij werd na het stoppen van Danny Blind bij Oranje een vaste kracht in de verdediging van Oranje. Na het EK 2004 in Portugal besloot Stam om een punt te zetten achter zijn carrière als Oranje-international. Hij speelde zijn laatste interland op 30 juni 2004, tegen Portugal (2-1 nederlaag) tijdens het EK 2004. In totaal speelde hij 67 interlands, waarin hij driemaal scoorde.
| Interlands van Jaap Stam voor Nederland | Interlands van Jaap Stam voor Nederland | Interlands van Jaap Stam voor Nederland | Interlands van Jaap Stam voor Nederland | Interlands van Jaap Stam voor Nederland | Interlands van Jaap Stam voor Nederland |
| No.                                     | Datum                                   | Wedstrijd                               | Uitslag                                 | Competitie                              | Goals                                   |
| Als speler bij PSV                      | Als speler bij PSV                      | Als speler bij PSV                      | Als speler bij PSV                      | Als speler bij PSV                      | Als speler bij PSV                      |
| --------------------------------------- | --------------------------------------- | --------------------------------------- | --------------------------------------- | --------------------------------------- | --------------------------------------- |
| 1.                                      | 24 april 1996                           | Nederland – Duitsland                   | 0 – 1                                   | Vriendschappelijk                       | 0                                       |
| 2.                                      | 31 augustus 1996                        | Nederland – Brazilië                    | 2 – 2                                   | Vriendschappelijk                       | 0                                       |
| 3.                                      | 9 november 1996                         | Nederland – Wales                       | 7 – 1                                   | Kwalificatie WK 1998                    | 0                                       |
| 4.                                      | 14 december 1996                        | België – Nederland                      | 0 – 3                                   | Kwalificatie WK 1998                    | 0                                       |
| 5.                                      | 26 februari 1997                        | Frankrijk – Nederland                   | 2 – 1                                   | Vriendschappelijk                       | 0                                       |
| 6.                                      | 29 maart 1997                           | Nederland – San Marino                  | 4 – 0                                   | Kwalificatie WK 1998                    | 0                                       |
| 7.                                      | 2 april 1997                            | Turkije – Nederland                     | 1 – 0                                   | Kwalificatie WK 1998                    | 0                                       |
| 8.                                      | 30 april 1997                           | San Marino – Nederland                  | 0 – 6                                   | Kwalificatie WK 1998                    | 0                                       |
| 9.                                      | 6 september 1997                        | Nederland – België                      | 3 – 1                                   | Kwalificatie WK 1998                    | 1                                       |
| 10.                                     | 11 oktober 1997                         | Nederland – Turkije                     | 0 – 0                                   | Kwalificatie WK 1998                    | 0                                       |
| 11.                                     | 21 februari 1998                        | Verenigde Staten – Nederland            | 0 – 2                                   | Vriendschappelijk                       | 0                                       |
| 12.                                     | 27 mei 1998                             | Nederland – Kameroen                    | 0 – 0                                   | Vriendschappelijk                       | 0                                       |
| 13.                                     | 1 juni 1998                             | Nederland – Paraguay                    | 5 – 1                                   | Vriendschappelijk                       | 0                                       |
| 14.                                     | 5 juni 1998                             | Nederland – Niger                       | 5 – 1                                   | Vriendschappelijk                       | 0                                       |
| 15.                                     | 13 juni 1998                            | Nederland – België                      | 0 – 0                                   | WK 1998                                 | 0                                       |
| 16.                                     | 20 juni 1998                            | Nederland – Zuid-Korea                  | 5 – 0                                   | WK 1998                                 | 0                                       |
| 17.                                     | 25 juni 1998                            | Nederland – Mexico                      | 2 – 2                                   | WK 1998                                 | 0                                       |
| 18.                                     | 29 juni 1998                            | Nederland - Joegoslavië                 | 2 – 1                                   | WK 1998                                 | 0                                       |
| 19.                                     | 4 juli 1998                             | Nederland – Argentinië                  | 2 – 1                                   | WK 1998                                 | 0                                       |
| 20.                                     | 7 juli 1998                             | Brazilië – Nederland                    | 1 – 1                                   | WK 1998                                 | 0                                       |
| 21.                                     | 11 juli 1998                            | Nederland – Kroatië                     | 1 – 2                                   | WK 1998                                 | 0                                       |
| Als speler bij Manchester United        |                                         |                                         |                                         |                                         |                                         |
| 22.                                     | 10 oktober 1998                         | Nederland – Peru                        | 2 – 0                                   | Vriendschappelijk                       | 1                                       |
| 23.                                     | 13 oktober 1998                         | Nederland – Ghana                       | 0 – 0                                   | Vriendschappelijk                       | 0                                       |
| 24.                                     | 18 november 1998                        | Duitsland – Nederland                   | 1 – 1                                   | Vriendschappelijk                       | 0                                       |
| 25.                                     | 10 februari 1999                        | Portugal – Nederland                    | 0 – 0                                   | Vriendschappelijk                       | 0                                       |
| 26.                                     | 18 augustus 1999                        | Denemarken – Nederland                  | 0 – 0                                   | Vriendschappelijk                       | 0                                       |
| 27.                                     | 4 september 1999                        | Nederland – België                      | 5 – 5                                   | Vriendschappelijk                       | 0                                       |
| 28.                                     | 13 november 1999                        | Nederland – Tsjechië                    | 1 – 1                                   | Vriendschappelijk                       | 1                                       |
| 29.                                     | 23 februari 2000                        | Nederland – Duitsland                   | 2 – 1                                   | Vriendschappelijk                       | 0                                       |
| 30.                                     | 29 maart 2000                           | België – Nederland                      | 2 – 2                                   | Vriendschappelijk                       | 0                                       |
| 31.                                     | 27 mei 2000                             | Nederland – Roemenië                    | 2 – 1                                   | Vriendschappelijk                       | 0                                       |
| 32.                                     | 4 juni 2000                             | Nederland – Polen                       | 3 – 1                                   | Vriendschappelijk                       | 0                                       |
| 33.                                     | 11 juni 2000                            | Nederland – Tsjechië                    | 1 – 0                                   | EK 2000                                 | 0                                       |
| 34.                                     | 21 juni 2000                            | Frankrijk – Nederland                   | 2 – 3                                   | EK 2000                                 | 0                                       |
| 35.                                     | 25 juni 2000                            | Nederland – Joegoslavië                 | 6 – 1                                   | EK 2000                                 | 0                                       |
| 36.                                     | 29 juni 2000                            | Nederland – Italië                      | 1 – 3                                   | EK 2000                                 | 0                                       |
| 37.                                     | 28 februari 2001                        | Nederland – Turkije                     | 0 – 0                                   | Vriendschappelijk                       | 0                                       |
| 38.                                     | 24 maart 2001                           | Andorra – Nederland                     | 0 – 5                                   | Kwalificatie WK 2002                    | 0                                       |
| 39.                                     | 28 maart 2001                           | Portugal – Nederland                    | 2 – 2                                   | Kwalificatie WK 2002                    | 0                                       |
| 40.                                     | 15 augustus 2001                        | Engeland – Nederland                    | 0 – 2                                   | Vriendschappelijk                       | 0                                       |
| Als speler bij SS Lazio                 |                                         |                                         |                                         |                                         |                                         |
| 41.                                     | 1 september 2001                        | Ierland – Nederland                     | 1 – 0                                   | Kwalificatie WK 2002                    | 0                                       |
| 42.                                     | 5 september 2001                        | Nederland – Estland                     | 5 – 0                                   | Kwalificatie WK 2002                    | 0                                       |
| 43.                                     | 10 november 2001                        | Denemarken – Nederland                  | 1 – 1                                   | Vriendschappelijk                       | 0                                       |
| 44.                                     | 27 maart 2002                           | Nederland – Spanje                      | 1 – 0                                   | Vriendschappelijk                       | 0                                       |
| 45.                                     | 19 mei 2002                             | Verenigde Staten – Nederland            | 0 – 2                                   | Vriendschappelijk                       | 0                                       |
| 46.                                     | 7 september 2002                        | Nederland – Wit-Rusland                 | 3 – 0                                   | Kwalificatie EK 2004                    | 0                                       |
| 47.                                     | 16 oktober 2002                         | Oostenrijk – Nederland                  | 0 – 3                                   | Kwalificatie EK 2004                    | 0                                       |
| 48.                                     | 20 november 2002                        | Duitsland – Nederland                   | 1 – 3                                   | Vriendschappelijk                       | 0                                       |
| 49.                                     | 12 februari 2003                        | Nederland – Argentinië                  | 1 – 0                                   | Vriendschappelijk                       | 0                                       |
| 50.                                     | 29 maart 2003                           | Nederland – Tsjechië                    | 1 – 1                                   | Kwalificatie EK 2004                    | 0                                       |
| 51.                                     | 2 april 2003                            | Moldavië – Nederland                    | 1 – 2                                   | Kwalificatie EK 2004                    | 0                                       |
| 52.                                     | 7 juni 2003                             | Wit-Rusland – Nederland                 | 0 – 2                                   | Kwalificatie EK 2004                    | 0                                       |
| 53.                                     | 20 augustus 2003                        | België – Nederland                      | 1 – 1                                   | Vriendschappelijk                       | 0                                       |
| 54.                                     | 6 september 2003                        | Nederland – Oostenrijk                  | 3 – 1                                   | Kwalificatie EK 2004                    | 0                                       |
| 55.                                     | 10 september 2003                       | Tsjechië – Nederland                    | 3 – 1                                   | Kwalificatie EK 2004                    | 0                                       |
| 56.                                     | 11 oktober 2003                         | Nederland – Moldavië                    | 5 – 0                                   | Kwalificatie EK 2004                    | 0                                       |
| 57.                                     | 15 november 2003                        | Schotland – Nederland                   | 1 – 0                                   | Kwalificatie EK 2004                    | 0                                       |
| 58.                                     | 18 februari 2004                        | Nederland – Verenigde Staten            | 1 – 0                                   | Vriendschappelijk                       | 0                                       |
| 59.                                     | 28 april 2004                           | Nederland – Griekenland                 | 4 – 0                                   | Vriendschappelijk                       | 0                                       |
| 60.                                     | 29 mei 2004                             | Nederland – België                      | 0 – 1                                   | Vriendschappelijk                       | 0                                       |
| 61.                                     | 1 juni 2004                             | Nederland – Faeröer                     | 3 – 0                                   | Vriendschappelijk                       | 0                                       |
| 62.                                     | 5 juni 2004                             | Nederland – Ierland                     | 0 – 1                                   | Vriendschappelijk                       | 0                                       |
| 63.                                     | 15 juni 2004                            | Duitsland – Nederland                   | 1 – 1                                   | EK 2004                                 | 0                                       |
| 64.                                     | 19 juni 2004                            | Nederland – Tsjechië                    | 2 – 3                                   | EK 2004                                 | 0                                       |
| 65.                                     | 23 juni 2004                            | Nederland – Letland                     | 3 – 0                                   | EK 2004                                 | 0                                       |
| 66.                                     | 26 juni 2004                            | Zweden – Nederland                      | 0 – 0                                   | EK 2004                                 | 0                                       |
| 67.                                     | 30 juni 2004                            | Portugal – Nederland                    | 2 – 1                                   | EK 2004                                 | 0                                       |

### Trainerscarrière

#### Beginnen op bekend terrein
Na zijn carrière als speler sloot Stam al niet uit dat hij misschien wel verder wilde gaan als trainer. Hij begon zijn trainerscarrière bij de club waar het voor hem allemaal begon, PEC Zwolle. Na het ontslag van Jan Everse in oktober 2009 werd Stam samen met Claus Boekweg aangesteld als interim-trainer. Art Langeler werd in januari aangesteld als opvolger van de ontslagen Jan Everse. Stam werd aangewezen als assistent trainer naast Langeler. Naast zijn werkzaamheden als assistent trainer bij PEC Zwolle was Stam sinds het seizoen 2011/12 ook actief als individueel trainer bij Ajax.

#### Terug naar Ajax
Begin januari 2013 werd bekendgemaakt dat Stam aan het einde van dat seizoen zou vertrekken bij PEC Zwolle. Niet veel later maakte Ajax bekend dat hij een contract had getekend voor drie jaar, wat in zou gaan per 1 juli 2013. Stam zou in de rol van assistent en trainer van de verdedigers zowel de jeugd, de beloften als het eerste elftal van Ajax gaan trainen.

#### Op eigen benen
Ajax maakte op 28 mei 2014 bekend dat Stam samen met Andries Ulderink was aangesteld als trainer van Jong Ajax. Stam tekende een nieuw contract dat inging op 1 juli 2014 en een looptijd had tot en met 30 juni 2016. Stam en Ulderink werden de opvolgers van Alfons Groenendijk, die in het debuutjaar van Jong Ajax in de Eerste divisie als veertiende eindigde. Ook begon Stam in mei 2014 met de cursus Coach Betaald Voetbal. Begin december 2014 stopte hij echter weer met de cursus. Stam gaf aan dat de klassikale cursus hem niet lag. Stam mocht hierdoor van de KNVB een trainerscursus op maat doorlopen om alsnog zijn diploma te behalen. Stam en Ulderink eindigden in hun eerste jaar met Jong Ajax op de twaalfde plaats in de Eerste divisie. Eind november 2015 rondde hij zijn op maat gemaakte cursus af, waardoor hij individueel een betaaldvoetbalclub mocht gaan trainen. Ook zou hij hierdoor een actievere rol als trainer van Jong Ajax mogen bekleden.

#### Engels avontuur
Stam tekende op 13 juni 2016 een tweejarig contract als hoofdcoach bij Reading, de nummer zeventien van de Championship in het voorgaande seizoen. Hij nam Ulderink mee als assistent-trainer. In zijn eerste jaar eindigde Reading in de competitie op de derde plaats, waarna de ploeg aan mocht treden in de play-offs promotie/degradatie. In de finale moest Stams elftal na het nemen van strafschoppen zijn meerdere erkennen in Huddersfield Town. De stand na de verlenging was 0-0. Door de nederlaag greep Reading naast een bonus van ruim 200 miljoen euro aan tv-gelden.
In het daaropvolgende seizoen (2017/18) stelde Reading zwaar teleur. Stam werd ontslagen op 21 maart 2018. In de laatste negentien competitiewedstrijden had de club slechts één keer gewonnen. Daardoor kwam de degradatiestreep in het Championship dicht in de buurt. Hij werd opgevolgd door Paul Clement.

#### Terugkeer bij PEC Zwolle
Op 28 december 2018 tekende Stam een contract tot de zomer van 2020 bij PEC Zwolle, dat in degradatienood verkeerde. Hij begon goed met een 3-1 winst op Feyenoord. PEC Zwolle handhaafde zich onder Stam in de Eredivisie.

#### Overstap naar Feyenoord
Op 6 maart 2019 werd bekendgemaakt dat Stam in het volgende seizoen Giovanni van Bronckhorst ging opvolgen als trainer van Feyenoord. Op 28 oktober 2019 stapte hij op, vanwege teleurstellende resultaten en een twaalfde plaats in de Eredivisie. Zijn laatste wedstrijd was De Klassieker uit bij Ajax, die op 27 oktober 2019 met 4–0 verloren ging. Hij werd opgevolgd door Dick Advocaat.

#### Amerikaans avontuur
Op 21 mei 2020 werd Stam aangesteld als trainer van het Amerikaanse Cincinnati. Na zijn voortijdige vertrek was dit het avontuur waar hij naar op zoek was. Said Bakkati, die al enkele jaren als zijn vaste assistent functioneerde, vertrok bij Feyenoord en volgde Stam naar Cincinnati. Op 27 september 2021 werd hij ontslagen bij Cincinnati.
Na zijn tijd in de Verenigde Staten ging Stam aan de slag als analist voor Viaplay en de BBC. Op 2 februari werd bekend dat hij deze werkzaamheden met ingang van het seizoen 2024/25 zou gaan combineren met het hoofdtrainerschap van DOS Kampen, de club waar hij in de jeugd voor uit kwam.

#### Overzicht
| Periode   | Club          | Competitie          | Functie                           |
| --------- | ------------- | ------------------- | --------------------------------- |
| 2009      | FC Zwolle     |                     | Interim-trainer                   |
| 2010–2013 | FC Zwolle     |                     | Assistent trainer                 |
| 2011–2012 | Ajax          |                     | Individuele trainer               |
| 2013–2014 | Ajax          | Eredivisie          | Assistent- en individuele trainer |
| 2014–2016 | Jong Ajax     | Eerste divisie      | Hoofdtrainer                      |
| 2016–2018 | Reading       | Championship        | Hoofdtrainer                      |
| 2019      | PEC Zwolle    | Eredivisie          | Hoofdtrainer                      |
| 2019      | Feyenoord     | Eredivisie          | Hoofdtrainer                      |
| 2020–2021 | FC Cincinnati | Major League Soccer | Hoofdtrainer                      |
| 2024–     | DOS Kampen    | Eerste Klasse       | Hoofdtrainer                      |

## Erelijst
Als speler
| Competitie            |        |                           |     |     |
| Competitie            | Aantal | Jaren                     |     |     |
| PSV                   | PSV    | PSV                       | PSV | PSV |
| --------------------- | ------ | ------------------------- | --- | --- |
| Eredivisie            | 1x     | 1996/97                   |     |     |
| KNVB beker            | 1x     | 1995/96                   |     |     |
| Johan Cruijff Schaal  | 3x     | 1996, 1997, 1998          |     |     |
| Manchester United     |        |                           |     |     |
| UEFA Champions League | 1x     | 1998/99                   |     |     |
| Intercontinental Cup  | 1x     | 1999                      |     |     |
| Premier League        | 3x     | 1998/99, 1999/00, 2000/01 |     |     |
| FA Cup                | 1x     | 1998/99                   |     |     |
| SS Lazio              |        |                           |     |     |
| Coppa Italia          | 1x     | 2003/04                   |     |     |
| AC Milan              |        |                           |     |     |
| Supercoppa Italiana   | 1x     | 2004                      |     |     |
| Ajax                  |        |                           |     |     |
| KNVB beker            | 1x     | 2006/07                   |     |     |
| Johan Cruijff Schaal  | 2x     | 2006, 2007                |     |     |

Als assistent-trainer
| Eerste divisie | 1x | 2011/12 |

Individueel
| Prijs                                  | Aantal | Jaren            |
| -------------------------------------- | ------ | ---------------- |
| Nederlands Voetballer van het Jaar     | 1x     | 1997             |
| Gouden Schoen                          | 1x     | 1997             |
| UEFA Champions League Beste Verdediger | 2x     | 1999, 2000       |
| PFA Team of the Year                   | 3x     | 1999, 2000, 2001 |

## Trivia
- Stam is getrouwd en heeft vier kinderen.
- Bij DOS Kampen is er een tribune vernoemd naar Stam.
- Hij heeft een eigen herdenkingssteen op het Oude Raadhuisplein in Kampen.
- Tussen 1997 en 2000 was Stam wekelijks te zien in het Veronica-programma De Regenjas van Harry Vermeegen met een vast item. Vermeegen was ook stadionspeaker tijdens de afscheidswedstrijd van Stam.